# Union des sucreries et distilleries agricoles
L'Union des sucreries et distilleries agricoles (aussi Union SDA) est un regroupement de coopératives françaises à l'origine du groupe coopérative sucrier Tereos. Fondée en 1932 dans l'Aisne, la coopérative de la distillerie d’Origny-Sainte-Benoite en est à l'origine. En 1990, sa fusion avec la sucrerie de Vic-sur-Aisne a donné naissance aux Sucreries Distilleries de l’Aisne (SDA). Elles font l’acquisition du groupe Beghin Say en 2002, conjointement avec l’Union des planteurs de Betteraves à Sucre (Union BS). Ce nouvel ensemble prend l’appellation d’Union SDA Beghin Say et devient numéro un français du sucre,.

## Histoire

### À l'origine
Les premières sucreries apparaissent dans l’Aisne sous le Premier Empire. C'est une conséquence du Blocus continental de 1806 qui interdit tout commerce avec la Grande-Bretagne et de la riposte anglaise bloquant la route des Antilles. Un décret exige que les paysans ensemencent des hectares de terre pour la production de betteraves,. L’unité de production de sucre est alors adossée à la ferme, on parle de «ferme-sucrerie». Sous le Second Empire, des usines à sucre se développent de façon plus collective. L’Aisne compte 49 usines avant la Première Guerre mondiale.

### Le modèle coopératif
Créée en 1931, la distillerie d’Origny-Sainte-Benoîte est organisée en « coopérative » en 1932, sous la direction de Paul Cavenne (1880-1968), agriculteur à Mont d'Origny (Aisne) et président de la fédération départementale des coopératives agricoles. En Picardie, c’est également le cas de la coopérative de Vic-sur-Aisne, créée en 1929. Ce modèle d’organisation où les planteurs fournisseurs de betteraves sont les actionnaires de la société, est peu courant. Les autres sucreries de la région sont principalement la propriété d’actionnaires privés, industriels et banquiers régionaux tant cette activité demande des investissements industriels importants. A l’époque, ces planteurs de betterave ont décidé de mettre en commun un an de récolte pour financer leurs propres sucreries, en capter la valeur ajoutée et ne pas dépendre d’industriels. Ils ont préféré utiliser le sucre pour la production d’alcool, car il est alors utilisé comme carburant.

### Le développement des sucreries distilleries de l'Aisne (SDA)
En 1951, la distillerie obtient l’autorisation d’être transformée en sucrerie et devient la Sucrerie coopérative d’Origny. Jusqu’alors, le nombre de sucreries était contingenté par l’Etat pour lutter contre la surproduction. L’un des planteurs, ingénieur de formation, Jean Duval, en est devenu le dirigeant. Son fils, Philippe Duval le rejoint en 1968. 
Depuis 1967, le secteur de la fabrication du sucre fait l’objet d’une Organisation commune de marché (OCM) dans le cadre de la politique agricole commune, autrement appelée politique des quotas. Philippe Duval engage la coopérative dans une stratégie d’acquisitions et de diversifications. Il en est le directeur de 1984 à 2012, date à laquelle son fils, Alexis Duval, est à son tour désigné comme dirigeant. Philippe Duval est l’un des artisans de l’acquisition du groupe Beghin-Say. 
À partir de 1977, la présidence du conseil de surveillance est confiée à Hubert Leriche. L’usine compte alors parmi les plus performantes de sa région, comme le souligne le géographe André Fiette: «La technicité industrielle, celle des sucriers, a permis d'accroître la capacité journalière de transformation, qui, de l'ordre de 1000 tonnes à plus de 10 000 tonnes pour les unités les plus performantes. Ce chiffre a été dépassé même en 1983 par la Sucrerie d’Origny-Sainte-Benoîte, particulièrement bien gérée qui se trouve au niveau des grosses entreprises du secteur privé dominé par la filière.»
Le rachat de la sucrerie de Vic-sur-Aisne donne naissance aux Sucreries Distilleries de l’Aisne (SDA). Le rachat des sucreries de Berneuil, fondées en 1851 par Ferdinand Mills, suit en 1991, puis celles de Maizy en 1993,  de Bucy et Artenay en 1996. L’acquisition de Berneuil marque un tournant et l’affirmation de SDA comme un grand acteur du marché. Berneuil est en effet une sucrerie privée, c’est-à-dire détenue, non par des planteurs mais par des actionnaires privés. Elle est convoitée par Saint Louis Sucre (Générale Sucrière à l’époque) et ses banquiers actionnaires. 
En 1992, SDA réalise sa première acquisition hors frontière, achetant 80% de TTD Dobrovice (République Tchèque). Cette sucrerie de 200 personnes, à 50km de Prague a été fondée en 1831 par une famille aristocratique allemande, les Thurn and Taxis, puis nationalisée. Créée en 1990 pour déployer l’économie de marché dans les pays d’Europe de l’Est et rattachée à la Banque mondiale, la Banque internationale pour la reconstruction et le développement (BERD) se rallie à l’investissement de SDA et entre au capital de TTD. SDA détient alors 70% de TTD et la Berd 25% les 5% restants étant détenus par des petits porteurs tchèques. 
En 1993, la société se diversifie dans l’éthanol de blé, avec la création de la société BENP (Bio-ethanol Nord Picardie) et d’une unité pilote à Origny. 
En 1996, les sucreries et distilleries de l’Aisne fusionnent avec la sucrerie distillerie coopérative d’Artenay, pour créer Union SDA. La même année, un partenariat avec le suisse Jungbunzlauer (acides organiques), installé à Marckolsheim, marque les premiers pas sur un nouveau marché, celui des édulcorants issus de céréales (amidonnerie de maïs). 
En 2000, l’implantation au Brésil prend la forme d’un partenariat avec le leader sucrier brésilien Cosan et l’achat conjoint d’une usine (Ipaussu) pour apprendre de Cosan les méthodes de traitement de la canne à sucre,.

### La fusion avec Beghin Say en 2002
Le dossier est plaidé auprès de la Commission de la Concurrence car ce changement de taille fait de Union SDA le premier sucrier français et le quatrième mondial. Beghin Say est trois fois plus gros que Union SDA. Avant l’acquisition de Beghin Say, Union SDA  représente 10% des quotas français, n°3 derrière Beghin Say et Saint Louis Sucre. L’acquisition de Béghin Say conforte la présence au Brésil, avec l’acquisition du sucrier Guarani. La fusion entre Union de coopératives SDA (Sucreries-Distilleries de l’Aisne) et Union BS (Union des planteurs de Betterave à Sucre) donne naissance à Tereos, numéro un français du sucre est à statut entièrement coopératif, avec 9 500 coopérateurs. En 2002, Hubert Leriche est remplacé par Thierry Lecomte, ingénieur, à la présidence du conseil de surveillance de l’Union SDA.

## Activités
Aujourd’hui, Tereos est dirigé par Gérard Clay, président du Conseil de surveillance élu en décembre 2018 et Gwenaël Eliès, Directeur financier agissant en qualité de président du Directoire par Intérim. Le Groupe coopératif compte 12 000 coopérateurs et 22 300 collaborateurs.
Ses activités principales sont la production de sucre, amidon, d’alcool et de protéines végétales. Le groupe produit et commercialise du sucre, des produits sucrants, de l’alcool et du bioéthanol à partir de betteraves, canne, céréales (blé et maïs), manioc, pommes de terre et luzerne pour les marchés de l’alimentation, de l’énergie renouvelable, de la pharmacie et des cosmétiques.

## Annexe
- Avis no 97-A-02 du 14 janvier 1997 relatif à l'acquisition de la Compagnie Française de Sucrerie par la société Eridania Béghin-Say. Autorité de la concurrence, 1997.
- Lettre du ministre de l’économie, des finances et de l’industrie en date du 23 décembre 2002 aux conseils de la société française Saint Louis Sucre SA relative à une concentration dans les secteurs du sucre, de l’alcool éthylique, de l’éthanol carburant et de la mélasse.